# Fernand Boone
Fernand Boone (Brujas, 1 de agosto de 1934 - Gante, 11 de septiembre de 2013) fue un jugador de fútbol profesional belga que jugaba en la demarcación de portero.

## Biografía
Fernand Boone debutó como futbolista profesional en 1952 a los 18 años de edad con el Club Brujas. Permaneció en el club un total de 19 años, en los que jugó 307 partidos. En 1967 recibió el Zapato de Oro, premio concedido cada año al mejor futbolista de la Jupiler League. Además ganó con el club la Copa de Bélgica en dos ocasiones. Ya en 1971 fichó por el KSV Roeselare, equipo en el que se retiró como futbolista tras permanecer en el club una temporada.
Fernand Boone falleció el 11 de septiembre de 2013 en Gante a los 79 años de edad.

## Selección nacional
Fernand Boone fue convocado un total de ocho veces por la selección de fútbol de Bélgica, haciendo su debut el 16 de abril de 1967 en un partido amistoso contra Holanda.

## Clubes
| Club          | País    | Año         | Partidos |
| ------------- | ------- | ----------- | -------- |
| Club Brujas   | Bélgica | 1952 - 1971 | 307      |
| KSV Roeselare | Bélgica | 1971 - 1972 | ¿?       |

## Palmarés
Club Brujas
- Copa de Bélgica (2): 1968, 1972